# Onthophagus adelaidae
Onthophagus adelaidae é uma espécie de inseto do género Onthophagus da família Scarabaeidae da ordem Coleoptera.

## História
Foi descrita cientificamente pela primeira vez no ano 1846 por Hope.